# Spetsbladig galangarot
Spetsbladig galangarot, Alpinia oxyphylla är en enhjärtbladig växtart som beskrevs av Friedrich Anton Wilhelm Miquel. Spetsbladig galangarot ingår i släktet Alpinia och familjen Zingiberaceae. Inga underarter finns listade i Catalogue of Life.